# Tunnel 29

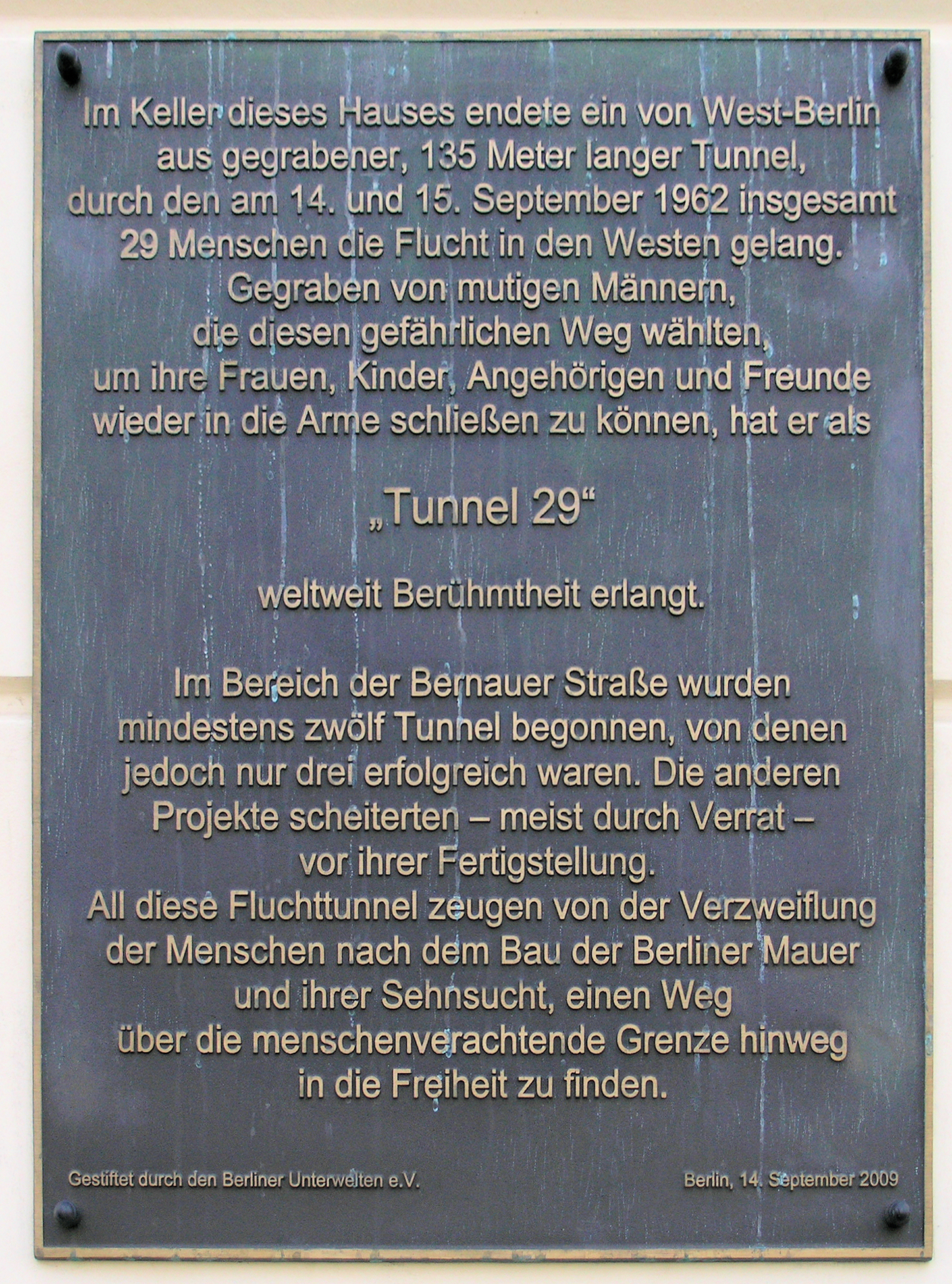
Gedenktafel am Haus Schönholzer Straße 7, in Berlin-Mitte

Tunnel 29 war ein Fluchttunnel in Berlin, der von einem Fabrikgelände in der Bernauer Straße 78 unter der Berliner Mauer hindurch zu einem Keller in der Schönholzer Straße 7 führte. Der nach unterschiedlichen Angaben zwischen 120 und 140 Meter lange Tunnel wurde vom Frühsommer 1962 an von einer studentischen Fluchthilfegruppe um die Italiener Domenico Sesta und Luigi Spina sowie Wolfhardt Schroedter und dem 1961 aus der DDR geflüchteten Studenten Hasso Herschel gebaut. Nach der Fertigstellung des Tunnels konnten am 14. und 15. September 1962 insgesamt 29 Personen – die Anzahl der Flüchtlinge war namensgebend – durch den Tunnel fliehen.
Die beiden Italiener hatten einer Ost-Berliner Familie die Flucht versprochen. Hasso Herschel wollte seine Schwester und deren Familie in den Westen holen. Während der Bauarbeiten, an denen etwa 30 Helfer teilnahmen, kam es mehrfach zu Baustopps wegen Wassereinbruchs. Im Gegensatz zu vielen anderen Fluchttunneln kam es beim Tunnel 29 nicht zu tödlichen Unfällen, Verletzungen oder Verhaftungen.
Zur Finanzierung des Tunnels hatten die Italiener und Wolfhardt Schroedter die Filmrechte an den amerikanischen Fernsehsender NBC verkauft, der die Bauarbeiten mit zwei Kameramännern verfolgte. Spina und Sesta bekamen je 15.000 DM und die Fernsehrechte für Deutschland und Italien. Herschel wurde erst beteiligt, nachdem er mit Ausstieg gedroht hatte. Dieses Finanzierungsmodell war neu in der Fluchthilfe in Berlin und führte nach der erfolgten Flucht zu einem Bruch der Gruppe. 17 ehemalige Helfer distanzierten sich öffentlich von Herschel, Sesta und Spina.

## Rezeption
Der Tunnel ist Teil der Geschichtsmeile Berliner Mauer. Seine Geschichte war Grundlage für den fiktionalen Fernsehfilm Der Tunnel, den Sat.1 2001 ausstrahlte, und ist auch  in der späteren (2011) Dokumentation Der Fluchthelfer – Wege in die Freiheit  von Astrid Nora Moeller, einer Nichte Herschels, dargestellt. Die Autorin ist die Tochter von Herschels Schwester, die zusammen mit diesem damaligen Kleinkind durch den Tunnel nach West-Berlin kam. Diese Flucht zu ermöglichen war der Grund für Herschel, sich am Bau des Tunnels zu beteiligen.
2020 entstand der Dokumentarfilm Tunnel der Freiheit, der Aussagen der wichtigsten Zeitzeugen, die 1999 und 2020 aufgenommen wurden, mit Original-NBC-Filmmaterial von 1961/62 kombiniert.